# Табори (пам'ятка природи)
Табори — комплексна пам'ятка природи місцевого значення в Україні. Об'єкт розташований на території Болехівської міської ради Івано-Франківської області, Козаківське лісництво, квартал 28, виділи 15—17.
Площа — 10,9 га, статус отриманий у 2004 році.